# Leptodrassus
Leptodrassus es un género de arañas araneomorfas de la familia Gnaphosidae. Se encuentra en Europa, África y el Próximo Oriente. 

## Lista de especies
Según The World Spider Catalog 12.0:
- Leptodrassus albidus Simon, 1914
- Leptodrassus bergensis Tucker, 1923
- Leptodrassus croaticus Dalmas, 1919
- Leptodrassus diomedeus Caporiacco, 1951
- Leptodrassus femineus (Simon, 1873)
- Leptodrassus fragilis Dalmas, 1919
- Leptodrassus licentiosus Dalmas, 1919
- Leptodrassus punicus Dalmas, 1919
- Leptodrassus strandi Caporiacco, 1947
- Leptodrassus tropicus Dalmas, 1919